# Amped: Freestyle Snowboarding
Amped: Freestyle Snowboarding is een snowboarding-spel ontwikkeld door Microsoft Game Studios. Het spel is exclusief voor de Xbox gemaakt.
Het spel is te spelen met 1-4 spelers.

## Ontvangst
| Beoordeeld door            | Datum             | Score |
| -------------------------- | ----------------- | ----- |
| Fragland.net               | 14 september 2002 | 93%   |
| Xbox World Australia (XWA) | 7 juni 2003       | 89%   |
| Netjak                     | 6 oktober 2003    | 87%   |
| GameSpy                    | 21 januari 2002   | 86%   |
| MS Xbox World              | 20 oktober 2001   | 85%   |
| Gamers.at                  | 2 april 2002      | 85%   |
| X-Power                    | 20 april 2002     | 80%   |
| Bordersdown                | november 2001     | 70%   |
| The Video Game Critic      | 9 januari 2010    | 67%   |
| Game Informer Magazine     | december 2001     | 65%   |